# Cari Johansson
Cari Johansson, född 14 juni 1911, död 7 februari 1979, var en svensk musikolog och bibliotekarie.
Johansson blev fil. dr 1972 på avhandlingen J.J. & B. Hummel : music-publishing and thematic catalogues och var anställd vid Musikaliska Akademiens bibliotek 1938–1977. Hon var sekreterare i den svenska sektionen av IAML:s (International Association of Music Libraries) katalogkommission 1953–1977 och ledare för det svenska RISM-arbetet (Répertoire international des sources musicales) 1961–1977. Johansson invaldes som ledamot nr 781 av Kungliga Musikaliska Akademien den 22 februari 1973.